# Jonathan Durand Folco
Jonathan Durand Folco, né en 1986 à Montréal, est un chercheur et auteur québécois. Il est également professeur agrégé en innovation sociale à l'Université Saint-Paul à Ottawa. Docteur en philosophie, il étudie notamment les algorithmes, le capitalisme, la participation citoyenne dans les villes, le municipalisme, l'innovation sociale et la démocratie.

## Biographie
Jonathan Durand Folco est né en 1986 à Montréal. Après des études de baccalauréat en philosophie à l’Université de Montréal, il réalise sa maîtrise et son doctorat en philosophie à l'Université Laval.
Depuis 2017, il enseigne à l’École d'innovation sociale Élisabeth-Bruyère de l'Université Saint-Paul. Il est membre du Centre de recherche sur les innovations sociales (CRISES) et du Centre de recherche sur les innovations et les transformations sociales (CRITS).
En 2018, il remporte le Prix des libraires du Québec pour son essai À nous la ville ! : Traité de municipalisme. 

## Thèmes de recherche
Ses travaux de recherche portent sur la démocratie participative, la politique municipale, les communs urbains, la transition socio-écologique et les algorithmes. Il est régulièrement invité au Canada et en France pour donner des conférences et des entrevues sur ces thématiques,. Il a également entretenu le blog Ekopolitica de 2012 à 2022,.

### Municipalisme et démocratie radicale
Son premier essai À nous la ville ! : Traité de municipalisme (Éditions Écosociété, 2017) lui a valu le Prix des libraires du Québec catégorie essai en 2018. Après s'être impliqué dans différents mouvements sociaux comme la lutte contre les gaz de schiste et le mouvement Occupons le Canada, Durand Folco développe l'argument que la collectivité locale doit être au cœur d’un projet pour une démocratie plus radicale post-capitaliste. Il déplore que la gauche ait délaissé l'espace des villes comme espace politique.
Par un municipalisme libertaire, il propose  de « corriger la mondialisation néolibérale par l’apport de villes orientées vers le progrès écologique et social ». Le projet politique derrière sa pensée municipaliste relève d'une réappropriation d’un pouvoir citoyen par l'implication dans les structures locales. Adepte du courant de la décroissance et de l'écosocialisme, Durand Folco argumente pour l'établissement de villes « post-croissance ».
Après avoir appuyé Valérie Plante dans sa campagne comme candidate à la mairie de Montréal, il a depuis relativisé les accomplissements de Projet Montréal, appelant à un « appui critique » au parti.
En 2021, il a participé à mettre sur pied ce qui a été qualifié de « vague écologiste au municipal »,.

### Intelligence artificielle
L’ouvrage qu’il a co-rédigé avec le professeur et chercheur Jonathan Martineau intitulé Le Capital algorithmique tente de développer une théorie critique des algorithmes et de l’intelligence artificielle afin de comprendre les nouvelles logiques économiques et sociales de notre ère. Il vise à débusquer les relations de pouvoir derrière les nouvelles technologies pourtant présentées comme neutre.
Durand Folco et Martineau critiquent ce que Shoshana Zuboff appelle le « capitalisme de surveillance », soit un nouveau stade du capitalisme qui vise à monétiser les données personnelles afin de vendre aux individus de la publicité à outrance. Durand Folco s’inquiète également de la présence d’outils d’intelligence artificielle comme ChatGPT dans le monde universitaire, à la fois pour le potentiel de plagiat et pour la possibilité d’utilisation par les professeurs pour exercer des tâches quotidiennes.
Certains commentateurs tels Alain McKenna du journal Le Devoir affirment que les arguments « techno-sobres » défendues dans cet ouvrage s'apparente parfois à une position anti-technologies.

## Œuvres

### Livres
- À nous la ville ! : Traité de municipalisme, Éditions Écosociété, 2017, 200 p. (Prix des libraires du Québec 2018, catégorie Essai québécois)
- Montréal en chantier : Les Défis d’une métropole pour le XXIe siècle, Éditions Écosociété, 2021, 256 p.
- Réinventer la démocratie. De la participation à l’intelligence collective, Presses de l’Université d’Ottawa, 2023, 120 p.
- Le Capital algorithmique : Accumulation, pouvoir et résistance à l’ère de l’intelligence artificielle, Éditions Écosociété, 2023, 492 p.

### Préfaces
- Préface de Collectif. 11 brefs essais pour des villes résilientes et durables. Réflexions de la relève municipale, Montréal, Éditions Somme Toute, 2021, 192 p.
- Préface de Philippe de Grosbois. Les Batailles d'Internet. Assauts et résistances à l'ère du capitalisme numérique, Montréal, Éditions Écosociété, 2018, 263 p.